# Campriano (San Miniato)
Campriano (già Campiano) è una località del comune di San Miniato, in provincia di Pisa, Toscana.
Il piccolo borgo di Campriano è situato all'estremità sud-orientale del territorio comunale, al confine con il comune di Castelfiorentino, e quindi della città metropolitana di Firenze.

## Storia
Campriano è citato per la prima volta in un documento del 9 ottobre 862, in cui si legge che il conte Ildebrando Aldobrandeschi, uno dei capostipiti della casata degli Aldobrandeschi, cedette al fratello Geremia, vescovo di Lucca, la sua corte domenicale di Campriano in cambio di un'altra corte situata in Maremma presso Sovana. In seguito, la corte camprianese venne usurpata da Lamberto di Rodilando, un nobile lucchese, finché con placito del febbraio 901 l'imperatore Ludovico non riconfermò al vescovo l'autorità su quella terra.
Una chiesa situata a Campriano (a volte citato come Campiano o Capiano), intitolata a san Bartolommeo, è rammentata sin dal XII secolo, figurando nella bolla di papa Celestino III del 1194 tra le succursali della pieve di San Genesio, nell'estimo delle chiese della diocesi di Lucca del 1260 e nelle successive rationes decimarum.
Nei secoli successivi, Campriano si sviluppò come località agricola della campagna samminiatese. Nel 1551 sono censiti a Campriano 41 abitanti, poi aumentati a 81 nel 1745 e a 134 nel 1840. Nel secondo dopoguerra il borgo conobbe un forte fenomeno di spopolamento, fino al completo abbandono. Nell'ultimo censimento in cui è registrata, quello del 1961, la località contava solo 8 abitanti.